# Crinum rautanenianum
Crinum rautanenianum là một loài thực vật có hoa trong họ Amaryllidaceae. Loài này được Schinz mô tả khoa học đầu tiên năm 1894.